# Lobotos
Lobotos là một chi chim trong họ Campephagidae. Chi này đôi khi nằm trong chi Campephaga.

## Các loài
- Lobotos lobatus
- Lobotos oriolinus